# Barbanne
La Barbanne (ou le ruisseau de la Barbanne) est un ruisseau français du département de la Gironde, affluent de l’Isle et donc sous-affluent de la Dordogne.

## Géographie
La Barbanne prend sa source vers 79 mètres d'altitude sur la commune de Puisseguin, deux kilomètres et demi à l'est-nord-est du bourg, au nord du lieu-dit la Grave.
Elle coule globalement de l'est vers l'ouest. Elle traverse le vignoble de Saint-Émilion, servant de limite naturelle à des communes aussi réputées que Montagne, Saint-Émilion, Lalande-de-Pomerol ou Pomerol.
Elle rejoint l’Isle en rive gauche, à 1 mètre d'altitude, sur la commune de Libourne, un kilomètre et demi au nord du centre-ville, au lieu-dit Brun.
Sa longueur est de 23,5 km pour un bassin versant de 66 km2.

### Communes traversées
Dans le seul département de la Gironde, la Barbanne arrose douze communes : Puisseguin (source), Montagne, Saint-Christophe-des-Bardes, Néac, Saint-Philippe-d'Aiguille, Saint-Genès-de-Castillon, Saint-Étienne-de-Lisse, Saint-Émilion, Lalande-de-Pomerol, Pomerol, Les Billaux, Libourne (confluence).

### Affluents
La Barbanne possède seize courts affluents répertoriés par le Sandre, dont cinq ont un nom : le ruisseau de Tuillac, le ruisseau d'Aiguille, le ruisseau de Causin, le ruisseau de la Barbannotte et le ruisseau de Larguet.

## Hydrologie
De 2000 à 2005, une station hydrologique a existé au moulin de Bassat à Puisseguin, à deux kilomètres en aval de sa source. À cet endroit le bassin versant ne représente que 10 % de sa surface totale. Sur cette courte période ont été enregistrés  un débit journalier maximal à 0,719 m3/s le 8 novembre 2000, et un débit instantané maximal de 1,150 m3/s, deux jours avant, le 6 novembre 2000 à 21 h 27.

## Monuments ou sites remarquables à proximité
- À Puisseguin :
  - les ruines du château de Malangin ;
  - l'église de Parsac ;
- le château de Salles à Libourne.